# サン・ユ
サン・ユ（ミャンマー語: စန်းယု, ラテン文字転写: San Yu, 1918年3月3日 - 1996年1月28日）は、ビルマ（現ミャンマー）の軍人、政治家。1962年のクーデターを主導したネ・ウィンの側近。客家系華人。

## 経歴
1962年3月2日、ネ・ウィン将軍率いるビルマ国軍がクーデターを起こし、ビルマの政権は議長のネ・ウィン他16名の国軍幹部で構成された連邦革命評議会が握ることになった。西北軍管区司令官のサン・ユ陸軍准将はこの連邦革命評議会の初代議員の1人だった。既存の政党から反発を受けて統一戦線の結成に失敗したネ・ウィンが同年7月4日にビルマ社会主義計画党（BSPP）を結成すると、サン・ユはこの党の最高幹部組織である党組織中央委員会の副委員長となった。
1971年6月28日、BSPPの第1回党大会が開催され、国家の事実上の最高意思決定機関として中央執行委員会が設置された。このとき、サン・ユは第1期中央執行委員15人の内の1人となった。彼は当時、副首相、財務相、国家計画相、陸軍参謀次長を兼務していた。
1981年11月9日、ネ・ウィン大統領が辞任し、サン・ユが後任の大統領に選出された。当時、彼は国防相を務めていた。ネ・ウィンの辞任の理由は老齢で健康状態が良くなかったこと、権力禅譲の前例を作りたかったことが挙げられていた。なお、ネ・ウィンはその後もBSPP党議長として国政に関わることになった。
1983年10月、ラングーン事件が発生した。ラングーン市（現ヤンゴン市）にあるアウンサン廟で当時ビルマを訪問していた大韓民国大統領の全斗煥らを標的とした爆弾テロ事件が発生し、韓国閣僚4人を含む多数の死者を出した。翌月、ビルマ政府は北朝鮮政府の指示による犯行と断定し、北朝鮮との外交関係を断絶した。
1988年3月頃から学生による反政府運動が発生し、7月末にBSPPの臨時党大会と人民議会臨時会期が開催され、サン・ユ大統領やネ・ウィン議長など政府首脳が退陣する事態に発展した。その後はセイン・ルイン政権が成立したものの、民主化運動が激化しわずか12日で退陣した。
1996年1月28日、ヤンゴンで死去した。

## 思想
1965年11月の第1回党セミナーで、当時書記長だったサン・ユは「国軍は政治闘争の中で生まれ、さまざまな武装闘争を経験してきた。しかし、一時期、自らの役割について『軍にとって政治は無関係だ。経済や社会についても軍の仕事ではない。われわれの唯一の義務は国防だ』と考えるようになった。こうした狭い了見のために、国軍は革命の遺産を失いかけそうになった。しかし、ネ・ウィン将軍の指導により、国軍は自らの大切な遺産を取り戻したのである」と語った。上智大学の根本敬は、この発言は国軍が自らを「革命を推進する政治的な軍」だと認識していることを示していると捉えた。